# Encephalartos villosus
Encephalartos villosus — вид голонасінних рослин класу саговникоподібні (Cycadopsida).
Етимологія: лат. villosus — «м'яко волохаті».

## Опис
Рослини мають підземний стовбур 0,3 м заввишки, 30 см діаметром. Листки довжиною 150—300 см, темно-зелені, сильно блискучі; хребет зелений, прямий, жорсткий; черешок прямий, з 6–12 колючками. Листові фрагменти лінійні або ланцетні; середні — 15–25 см завдовжки, 15–20 мм завширшки. Пилкові шишки 1–8, вузькояйцевиді, жовті, завдовжки 50–70 см, 12–15 см діаметром. Насіннєві шишки 1-4, яйцевиді, жовті, завдовжки 30–50 см, 20–25 см діаметром. Насіння довгасте, завдовжки 25–30 мм, шириною 18–20 мм, саркотеста червона.

## Поширення, екологія
Країни поширення: ПАР (провінції Східний Кейп, Квазулу-Наталь); Есватіні. Росте на висотах від 100 до 600 м над рівнем моря. Цей вид, як правило, зустрічається у виглядів субтропічних прибережних лісах і в чагарниках, але населення також є в більш помірних зонах.

## Загрози та охорона
Існує ряд доказів збору для декоративних цілей, але це швидкорослий вид, який легко вирощувати. Існує також деяка ступінь втрати місць проживання в результаті очищення земель для сільськогосподарських цілей. Рослини зустрічаються і охороняються у заповідниках та об'єктах природної спадщини: англ. Umtiza Nature Reserve, Oribi Gorge Nature Reserve, Kranskloof Nature Reserve, Ngoye Forest Reserve, Hope Valley Natural Heritage Site, Shongweni Dam Natural Heritage Site. 

## Галерея

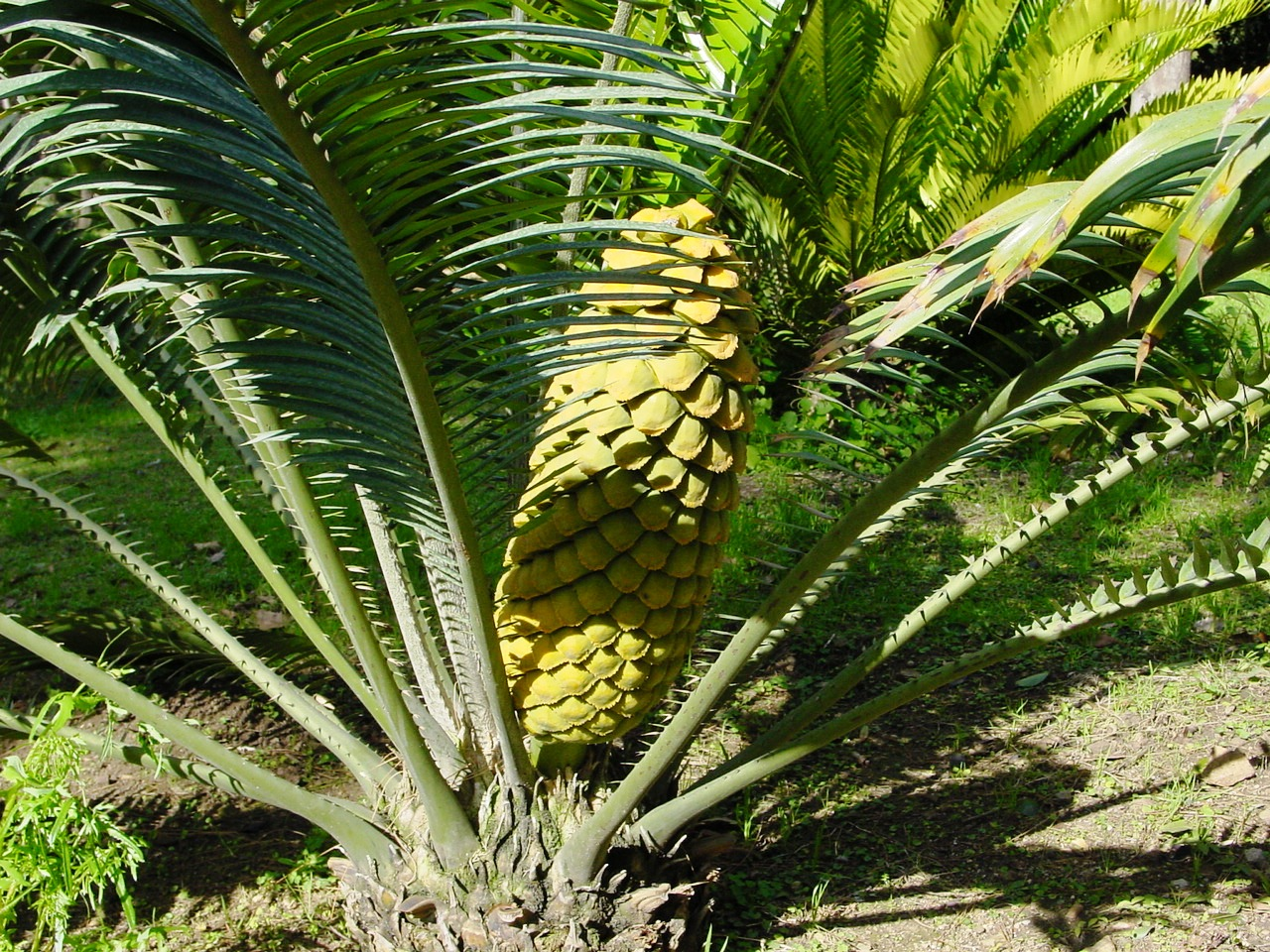
жіноча шишка
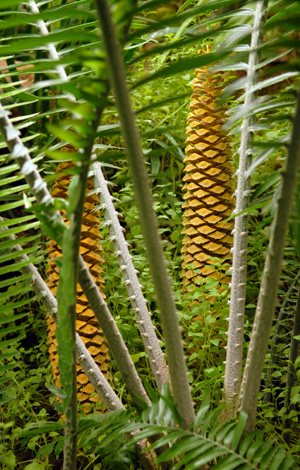
чоловіча шишка
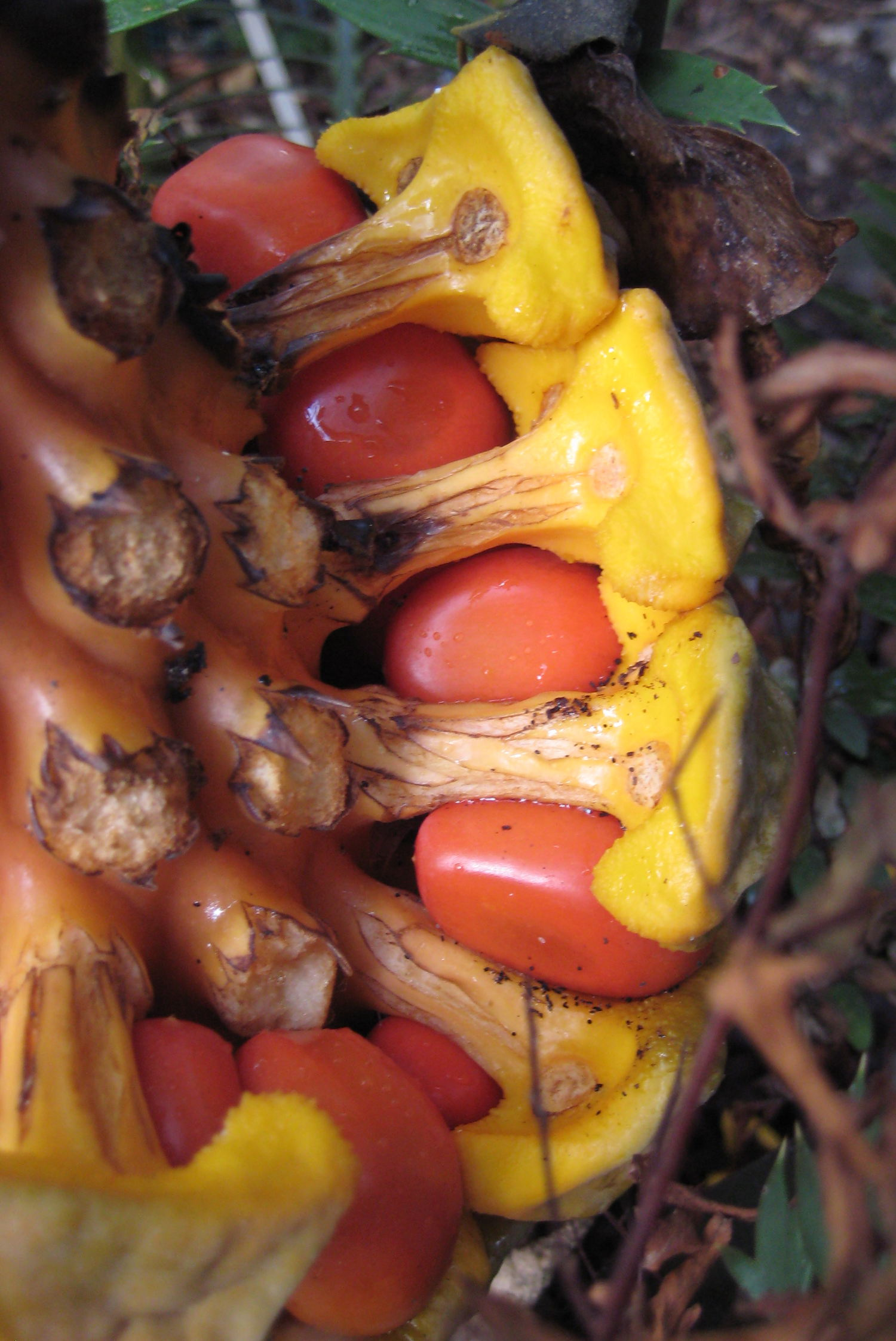
насіння жіночої шишки

| Шишки секвоядендрону | Це незавершена стаття про голонасінні. Ви можете допомогти проєкту, виправивши або дописавши її. |